# نابالپرال د ترمس
نابالپرال د ترمس دهستانی در استان آبیلای اسپانیا است.
در این دهستان ۱۳۱ نفر زندگی می‌کنند. مساحت این دهستان ۶۱٫۰۵ کیلومتر مربع است.